# Municipio de San Miguel Tenango
El municipio de San Miguel Tenango es uno de los 570 municipios en que se divide el estado de Oaxaca, en México, localizado al sureste del estado, dentro del istmo de Tehuantepec. Su cabecera es la localidad de San Miguel Tenango.

## Geografía
El municipio de San Miguel Tenango se encuentra localizado en la región Istmo y en el distrito de Tehuantepec. Tiene una extensión territorial de 206.256 kilómetros cuadrados.
Limita al sur, este y noreste con el municipio de Santo Domingo Tehuantepec y al noroeste y al oeste con el municipio de Magdalena Tequisistlán.

## Demografía
La población total del municipio de acuerdo con el Censo de Población y Vivienda realizado en 2010 por el Instituto Nacional de Estadística y Geografía, es de 794 habitantes.
La densidad de población asciende a un total de 3.85 personas por kilómetro cuadrado.

### Localidades
El municipio se encuentra formado por cinco localidades, las principales y su población de acuerdo al censo de 2010 son:
| Localidad          | Población |
| ------------------ | --------- |
| San Miguel Tenango | 640       |
| Concepción Tenango | 55        |
| San Juan Tenango   | 51        |
| Total municipio    | 794       |

## Política
El gobierno de San Miguel Tenango se rige por principio de usos y costumbres que se encuentra vigente en un total de 424 municipios del estado de Oaxaca y en las cuales la elección de autoridades se realiza mediante las tradiciones locales y sin la intervención de los partidos políticos. 
El ayuntamiento de San Miguel Tenango está integrado por el presidente municipal, un síndico y un cabildo integrado por regidores.

### Representación legislativa
Para la elección de diputados locales al Congreso de Oaxaca y de diputados federales a la Cámara de Diputados federal, el municipio de San Miguel Tenango se encuentra integrado en los siguientes distritos electorales:
Local:
- Distrito electoral local de 18 de Oaxaca con cabecera en Santo Domingo Tehuantepec.[4]

Federal:
- Distrito electoral federal 5 de Oaxaca con cabecera en Salina Cruz.[5]